# Живот је журка
Живот је журка (енгл. Life of the Party) америчка је филмска комедија из 2018. године. Режију потписује Бен Фалконе, по сценарију који је написао с Мелисом Макарти. Прати тек разведену мајку која се враћа на колеџ како би стекла диплому, а на крају се повезује са пријатељима своје ћерке.

## Радња
Када је муж изненада остави, дугогодишња посвећена домаћица Дијана (Мелиса Макарти) одлучује да претвори свој очај у напредак и враћа се на колеџ. Она тамо заврши на истој катедри и групи са својом ћерком која није претерано одушевљена овом идејом. Све више отворена Дијана — сада позната као Ди-Рок — потпуно се препушта студентском животу, прихвата слободу, забаву и момке из братства, проналазећи себе на последњој години студија.

## Улоге
| Глумац          | Улога              |
| --------------- | ------------------ |
| Мелиса Макарти  | Дијана Мајлс       |
| Моли Гордон     | Меди Мајлс         |
| Џилијан Џејкобс | Хелен              |
| Маја Рудолф     | Кристина Давенпорт |
| Мет Волш        | Ден Мајлс          |
| Џули Боуен      | Марси Стронг       |
| Лук Бенвард     | Џек Стронг         |
| Џеси Енис       | Деби               |
| Адрија Архона   | Аманда             |
| Деби Рајан      | Џенифер            |
| Хајди Гарднер   | Ленор              |
| Стивен Рут      | Мајк Кук           |
| Џеки Вивер      | Сенди Кук          |
| Крис Парнел     | Вејн Трузак        |
| Џими О. Јанг    | Тајлер             |
| Дејмон Џоунс    | Френк Давенпорт    |
| Јани Симон      | Трина              |